# Rodzaje wypowiedzi
Rodzaje wypowiedzi - wypowiedzi dzielą się na:
- wypowiedzi opisujące - opisują coś,
- wypowiedzi oceniające -  mieszczą w sobie oceny,
- wypowiedzi optatywne - wyrażają życzenie,
- wypowiedzi dyrektywalne - mówią jak należy postępować
- wypowiedzi performatywne - wywołują poprzez ich wyartykułowanie jakiś skutek lub skutki w świecie konwencji[1].